# Kujō Yoritsugu
Kujō Yoritsugu (九条頼嗣, , 17 de dezembro de 1239 - 14 de outubro de 1256)  também conhecido como Fujiwara no Yoritsugu, foi o quinto xogum do Xogunato Kamakura da História do Japão , governou de 1244 até 1252.
Yoritsugu era o filho do quarto xogum Kujō Yoritsune e foi controlado pelos Shikken (regentes) do Clã Hōjō . Assumiu o trono aos seis anos, quando seu pai foi deposto e governou até os 13, quando também foi deposto pelo Clã Hōjō.

Em 1246, seu pai planejou um golpe com o apoio de Nagoe Mitsutoki, mas a tentativa foi frustrada. No final de 1251 veio à tona outra conspiração contra o Bakufu , e as provas recaíram novamente contra Yoritsune; Hōjō Tokiyori aproveitou a oportunidade para derrubar Yoritsugu e substituído pelo Príncipe Munetaka , filho do Imperador Go-Saga.

 